# Cephalotes flavigaster
Cephalotes flavigaster é uma espécie de inseto do gênero Cephalotes, pertencente à família Formicidae.